# ایسپیر
ایسپیر (به ترکی استانبولی: İspir، به ارمنی: Սպեր، به گرجی: სპერი، به کردی: Espîr) یک منطقهٔ مسکونی در ترکیه است که در استان ارزروم واقع شده‌است.